# Diego Forlán
Diego Forlán Corazzo (Montevideo, 19 mei 1979) is een Uruguayaans voetbalcoach en voormalig betaald voetballer die doorgaans centraal in de aanval speelde.
Forlán werd op 12 oktober 2011 topscorer aller tijden van het Uruguayaans voetbalelftal door zijn 32e doelpunt als international te maken. Hij verbrak daarmee het meer dan tachtig jaar oude record van Héctor Scarone, die 31 keer scoorde van 1917 tot en met 1930. Verschillende van zijn doelpunten maakte hij toen hij met Uruguay de Copa América 2011 won. Forlán kwam uiteindelijk tot 112 interlands, waarin hij 36 keer scoorde. Hij verloor zijn record op 6 september 2013 aan Luis Suárez, die toen zijn 37e doelpunt voor Uruguay maakte.

## Clubcarrière
In 1998 ging Forlán voor Independiente spelen. In vier seizoenen bij de club maakte hij 37 competitiedoelpunten. Halverwege het seizoen 2001/02 haalde Manchester United Forlán naar Europa. Daar mislukte de aanvaller echter en Forlán kwam gedurende zijn tijd bij United slechts tien keer tot scoren in de Premier League. Dit kwam mede doordat hij de in topvorm verkerende Ruud van Nistelrooij voor zich moest dulden op de spitspositie. In augustus 2004 vertrok hij daarom en Forlán tekende bij Villarreal CF. Hier bloeide hij op en was hij een van de belangrijkste spelers van de club.
Met 25 doelpunten werd Forlán topscorer van de Primera División, net voor Samuel Eto'o van FC Barcelona, en daarnaast werd Villarreal derde in de competitie en werd de halve finale van de Champions League gehaald. Forlan mocht echter niet uitkomen voor Villareal in de Champions League, omdat hij al enkele minuten had gespeeld voor Manchester United in dat seizoen. In juni 2007 haalt Atlético Madrid de spits voor 21 miljoen euro naar Madrid, om het gat van de vertrekkende Fernando Torres op te vullen.
In het seizoen 2008/2009 won Forlán voor de tweede keer de Trofeo Pichichi als topscorer van de Spaanse Primera División, met 32 doelpunten. Ook werd hij Europees topschutter. Op 12 mei 2010 werd hij met Atlético Madrid winnaar van de Europa League. Ze speelden tegen Fulham FC, wonnen met 2-1 en Forlán maakte beide doelpunten.
Op 6 juli 2012 ondertekende Forlán een contract voor drie jaar bij de Braziliaanse club Internacional. Op 28 juli dat jaar maakte hij debuut voor deze club tegen Vasco da Gama. Hij scoorde zijn eerste twee doelpunten voor Internacional in een 4-1 gewonnen wedstrijd tegen Flamengo. Forlán hielp zijn club in 2013 bij het winnen van de Campeonato Gaúcho door negen doelpunten te maken, het hoogste aantal van dat toernooi.
Hij tekende op 22 januari 2014 een contract voor achttien maanden bij Cerezo Osaka, op dat moment actief in de J-League uitkomt. In juni 2015 keerde Forlan terug bij CA Peñarol, de club waar hij als jeugdspeler begon.
Hij tekende in januari 2018 bij Kitchee SC, dat hem transfervrij inlijfde. Hij was aanwezig bij de loting voor het WK 2018.
In augustus 2019 maakte Forlán bekend te stoppen met voetballen. Hij werd vier maanden later aangesteld als hoofdcoach van Peñarol.

## Clubstatistieken
| Seizoen     | Club              | Competitie               | Competitie | Competitie | Competitie | Beker | Beker | Beker | Internationaal | Internationaal | Internationaal | Totaal | Totaal | Totaal |
| Seizoen     | Club              | Competitie               | Wed.       | Dlp.       | Ass.       | Wed.  | Dlp.  | Ass.  | Wed.           | Dlp.           | Ass.           | Wed.   | Dlp.   | Ass.   |
| ----------- | ----------------- | ------------------------ | ---------- | ---------- | ---------- | ----- | ----- | ----- | -------------- | -------------- | -------------- | ------ | ------ | ------ |
| 1998/99     | Independiente     | Primera División         | 2          | 0          | ?          | 0     | 0     | 0     | —              | —              | —              | 2      | 0      | 0      |
| 1999/00     | Independiente     | Primera División         | 23         | 7          | ?          | 0     | 0     | 0     | —              | —              | —              | 23     | 7      | 0      |
| 2000/01     | Independiente     | Primera División         | 36         | 17         | ?          | 0     | 0     | 0     | —              | —              | —              | 36     | 17     | 0      |
| 2001/02     | Independiente     | Primera División         | 18         | 12         | ?          | 0     | 0     | 0     | —              | —              | —              | 18     | 12     | 0      |
| Club Totaal | Club Totaal       | Club Totaal              | 79         | 36         | 0          | 0     | 0     | 0     | 0              | 0              | 0              | 79     | 36     | 0      |
| 2001/02     | Manchester United | Premier League           | 13         | 0          | 0          | 0     | 0     | 0     | 5              | 0              | 0              | 18     | 0      | 0      |
| 2002/03     | Manchester United | Premier League           | 25         | 6          | 3          | 7     | 2     | 1     | 13             | 1              | 0              | 45     | 9      | 4      |
| 2003/04     | Manchester United | Premier League           | 23         | 4          | 4          | 4     | 2     | 0     | 4              | 2              | 1              | 31     | 8      | 5      |
| 2004/05     | Manchester United | Premier League           | 1          | 0          | 0          | 1     | 0     | 0     | 1              | 0              | 0              | 3      | 0      | 0      |
| Club Totaal | Club Totaal       | Club Totaal              | 62         | 10         | 7          | 12    | 4     | 1     | 23             | 3              | 1              | 97     | 17     | 9      |
| 2004/05     | Villarreal        | La Liga                  | 38         | 25         | 1          | 0     | 0     | 0     | —              | —              | —              | 38     | 25     | 1      |
| 2005/06     | Villarreal        | La Liga                  | 32         | 10         | 0          | 2     | 0     | 0     | 13             | 3              | 1              | 47     | 13     | 1      |
| 2006/07     | Villarreal        | La Liga                  | 36         | 19         | 1          | 3     | 1     | 0     | 2              | 1              | 1              | 41     | 21     | 2      |
| Club Totaal | Club Totaal       | Club Totaal              | 106        | 54         | 2          | 5     | 1     | 0     | 15             | 4              | 2              | 126    | 59     | 4      |
| 2007/08     | Atlético Madrid   | La Liga                  | 36         | 16         | 2          | 6     | 1     | 1     | 11             | 6              | 1              | 53     | 23     | 4      |
| 2008/09     | Atlético Madrid   | La Liga                  | 33         | 32         | 10         | 3     | 1     | 0     | 9              | 2              | 1              | 45     | 35     | 11     |
| 2009/10     | Atlético Madrid   | La Liga                  | 33         | 18         | 7          | 6     | 3     | 1     | 17             | 7              | 2              | 56     | 28     | 10     |
| 2010/11     | Atlético Madrid   | La Liga                  | 32         | 8          | 5          | 3     | 1     | 0     | 7              | 1              | 0              | 42     | 10     | 5      |
| 2011/12     | Atlético Madrid   | La Liga                  | 0          | 0          | 0          | 0     | 0     | 0     | 2              | 0              | 1              | 2      | 0      | 1      |
| Club Totaal | Club Totaal       | Club Totaal              | 134        | 74         | 24         | 18    | 6     | 2     | 46             | 16             | 5              | 198    | 96     | 31     |
| 2011/12     | Internazionale    | Serie A                  | 18         | 2          | 3          | 0     | 0     | 0     | 2              | 0              | 0              | 20     | 2      | 3      |
| Club Totaal | Club Totaal       | Club Totaal              | 18         | 2          | 3          | 0     | 0     | 0     | 2              | 0              | 0              | 20     | 2      | 3      |
| 2012        | Internacional     | Série A                  | 19         | 5          | 1          | 0     | 0     | 0     | —              | —              | —              | 19     | 5      | 1      |
| 2013        | Internacional     | Série A                  | 15         | 5          | 2          | 8     | 3     | 1     | —              | —              | —              | 23     | 8      | 3      |
| Club Totaal | Club Totaal       | Club Totaal              | 34         | 10         | 3          | 8     | 3     | 1     | 0              | 0              | 0              | 42     | 13     | 4      |
| 2014        | Cerezo Osaka      | J1 League                | 26         | 7          | 1          | 3     | 0     | 0     | 6              | 2              | 1              | 35     | 9      | 2      |
| 2015        | Cerezo Osaka      | J2 League                | 16         | 10         | 3          | 0     | 0     | 0     | —              | —              | —              | 16     | 10     | 3      |
| Club Totaal | Club Totaal       | Club Totaal              | 42         | 17         | 4          | 3     | 0     | 0     | 6              | 2              | 1              | 51     | 19     | 5      |
| 2016        | Peñarol           | Primera División         | 31         | 8          | 13         | 0     | 0     | 0     | 3              | 0              | 0              | 34     | 8      | 13     |
| Club Totaal | Club Totaal       | Club Totaal              | 31         | 8          | 13         | 0     | 0     | 0     | 3              | 0              | 0              | 34     | 8      | 13     |
| 2015/16     | Mumbai City       | Indian Super League      | 12         | 5          | 3          | 0     | 0     | 0     | —              | —              | —              | 12     | 5      | 3      |
| Club Totaal | Club Totaal       | Club Totaal              | 12         | 5          | 3          | 0     | 0     | 0     | 0              | 0              | 0              | 12     | 5      | 3      |
| 2017/18     | Kitchee SC        | Hong Kong Premier League | 7          | 5          | 1          | 2     | 1     | 1     | 5              | 0              | 1              | 14     | 6      | 3      |
| Club Totaal | Club Totaal       | Club Totaal              | 7          | 5          | 1          | 2     | 1     | 1     | 5              | 0              | 1              | 14     | 6      | 3      |
| TOTAAL      | TOTAAL            | TOTAAL                   | 525        | 221        | 60         | 48    | 15    | 5     | 100            | 25             | 10             | 673    | 261    | 75     |

## Interlandcarrière
Forlán debuteerde in mei 2002 tegen Saoedi-Arabië in het Uruguayaans voetbalelftal. Daarmee nam hij deel aan onder meer het Wereldkampioenschap voetbal 2002, 2010 en 2014 en de Copa América van 2004, 2007 en 2011. Op het WK 2010 werd hij verkozen tot beste speler van het toernooi. Bij het WK 2014 verving hij in de achtste finale tegen Colombia de geschorste Luis Suárez. Forlán was onzichtbaar en werd in het begin van de tweede helft vervangen. De wedstrijd ging voor Uruguay met 2-0 verloren en was daarmee meteen uitgeschakeld.
Forlán won met Uruguay de Copa América 2011. In de finale zette hij samen met zijn landgenoten Paraguay met 3-0 aan de kant. Zelf scoorde hij de 2-0 en de 3-0. Dat waren zijn 30e en 31e doelpunt in het shirt van Uruguay, waarmee hij het nationale record evenaarde dat Héctor Scarone tussen 1917 en 1930 vestigde. Hij scoorde op dinsdag 12 oktober 2011 tijdens een WK-kwalificatiewedstrijd tegen Paraguay (eindstand: 1-1) zijn 32ste interlandgoal. Daarmee werd hij alleen recordhouder.
Forlán vormde de derde generatie van zijn familie die een Copa América won. Zijn grootvader Juan Carlos Corazzo deed dat in 1959 en 1967 als coach en zijn vader Pablo Forlán won de Copa América in 1967 als speler. Forláns vader nam met Uruguay ook deel aan het WK 1966 en WK 1974. Zijn grootvader Corazzo en zijn ooms José Pastoriza en Ricardo Bochini speelden alle drie net als Forlán voor Independiente.

## Erelijst
Als speler
| Competitie               |                   |                   |                   |                   |
| Competitie               | Aantal            | Jaren             |                   |                   |
| Manchester United        | Manchester United | Manchester United | Manchester United | Manchester United |
| ------------------------ | ----------------- | ----------------- | ----------------- | ----------------- |
| Premier League           | 1x                | 2002/03           |                   |                   |
| FA Cup                   | 1x                | 2003/04           |                   |                   |
| FA Community Shield      | 1x                | 2003              |                   |                   |
| Villareal                |                   |                   |                   |                   |
| UEFA Intertoto Cup       | 1x                | 2005              |                   |                   |
| Atlético Madrid          |                   |                   |                   |                   |
| UEFA Europa League       | 1x                | 2009/10           |                   |                   |
| UEFA Super Cup           | 1x                | 2010              |                   |                   |
| Internacional            |                   |                   |                   |                   |
| Campeonato Gaúcho        | 1x                | 2013              |                   |                   |
| Peñarol                  |                   |                   |                   |                   |
| Primera División         | 1x                | 2014/15           |                   |                   |
| Kitchee                  |                   |                   |                   |                   |
| Hong Kong Premier League | 1x                | 2017/18           |                   |                   |

| Competitie   | Winnaar | Winnaar | Runner-up | Runner-up | Derde   | Derde   |
| Competitie   | Aantal  | Jaren   | Aantal    | Jaren     | Aantal  | Jaren   |
| Uruguay      | Uruguay | Uruguay | Uruguay   | Uruguay   | Uruguay | Uruguay |
| ------------ | ------- | ------- | --------- | --------- | ------- | ------- |
| Copa América | 1x      | 2011    |           |           | 1x      | 2004    |

Individueel
- EFE Trophy: 2004/05
- Gouden Schoen: 2004/05, 2008/09
- Trofeo Pichichi: 2004/05, 2008/09
- Beste speler WK 2010
- Topscoorder WK 2010 (gedeeld met Thomas Müller, Wesley Sneijder en David Villa)
- Dream Team WK 2010
- Doelpunt van het Toernooi WK 2010
- Topscoorder Campeonato Gaúcho : 2013